# Walter Snelling
Walter Otheman Snelling (ur. 13 grudnia 1880 w Waszyngtonie, zm. 10 września 1965 w Allentown) – amerykański chemik oraz ekspert w zakresie materiałów wybuchowych, odkrywca propanu a także pionier w dziedzinie LPG. Laureat Edward Longstreth Medal.

## Historia odkrycia propanu
- 1910 Odkrycie istnienie propanu wskutek analizy chemicznej benzyny
- 1911 Dokonanie syntezy propanu w chemicznie czystej postaci
- 1912 Montaż pierwszej domowej instalacji z propanem
- 1913 Uzyskanie patentu (nr #1.056.845) na przemysłową produkcję propanu i jego sprzedaż konsorcjum Phillips Petroleum

## Nagrody
W 1962 otrzymał Edward Longstreth Medal za całokształt osiągnięć.